# Iglesia de Santa María (Mian)

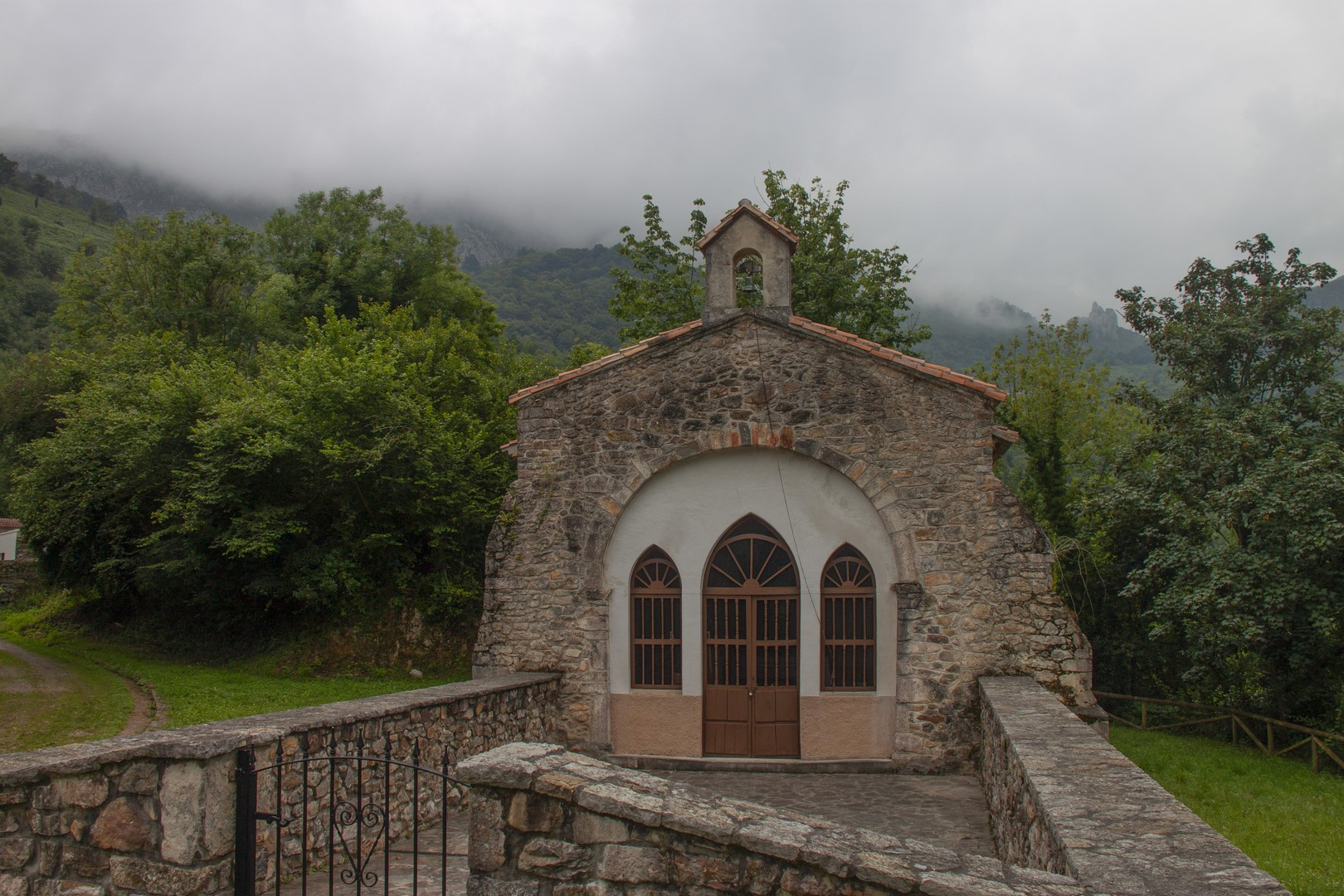
Portada de la Iglesia de Santa María (Mian).

La iglesia de Santa María de Mian está situada a un kilómetro de la localidad asturiana de Sames en el concejo de Amieva.
La iglesia se construyó sobre un terreno que ya era objeto de culto por lo primitivos pobladores de la zonas pues allí ya existía un dolmen, hoy desaparecido. Aprovechando esta circunstancia y el culto en este lugar se erigió una iglesia a fin de cristianizar a los habitantes de la zona.
La iglesia es el edificio religioso más antiguo de todo el concejo, pues ya aparece en el documento que realizó Ramiro II con motivo de la donación de diferentes iglesias del reino a la iglesia de Oviedo
El templo actual, que se erige sobre la traza de otro templo anterior prerrománico, sigue las pautas del arte románico siendo construida entre los siglos XIII y XIV. 
La iglesia tal como la conocemos hoy en día carece de muchos de los elementos primitivo del templo debido a un incendio acontecido a finales del siglo XIX y a una desafortunada reconstrucción moderna. De la época románica se conserva el lienzo, el cabecero y los canecillos bajo el alero.
En el año 1660 existía en ella un beneficio simple de patronato laical, cuyos presenteros eran algunas de las familias del estado noble de los concejos de Amieva y Ponga en Asturias y de Oseja de Sajambre y Valdeón en la actual provincia de León.